# 比特堡-普吕姆艾费尔山县
比特堡-普吕姆艾费尔山县（德語：Eifelkreis Bitburg-Prüm）是德国莱茵兰-普法尔茨州西部的一个县，首府比特堡。

## 地名
该地2006年12月31日更名前名为比特堡-普吕姆县（Landkreis Bitburg-Prüm）。

## 地理
比特堡-普吕姆艾费尔山县北面与奥伊斯基兴县（北莱茵-威斯特法伦州），东北面与艾费尔火山县，东面与贝恩卡斯特尔-维特利希县，南面与特里尔-萨尔堡县，西面与卢森堡，西北面与比利时相邻。